# Castrocontrigo
Castrocontrigo ist eine Gemeinde (Municipio)  mit 669 Einwohnern (Stand: 2024) im nordwestlichen Zentral-Spanien in der Provinz León in der Autonomen Gemeinschaft Kastilien-León. Die Gemeinde besteht neben dem namensgebenden Hauptort Castrocontrigo aus den Ortschaften Morla de la Valdería, Nogarejas, Pinilla de la Valdería, Pobladura de Yuso und Torneros de la Valdería.

## Geografie
Castrocontrigo liegt im nördlichen Teil der Provinz León und liegt an den Südhängen des Kantabrischen Gebirges am Río Eria in einer Höhe von 915 m. Die Stadt León liegt etwa 80 Kilometer nordöstlich von Castrocontrigo.

## Bevölkerungsentwicklung
| Jahr        | 1900 | 1970 | 1981 | 1991 | 2001 | 2011 | 2021 |
| ----------- | ---- | ---- | ---- | ---- | ---- | ---- | ---- |
| Einwohner   | 2705 | 2438 | 1523 | 1478 | 1114 | 889  | 720  |
| Quelle: INE |      |      |      |      |      |      |      |

## Sehenswürdigkeiten

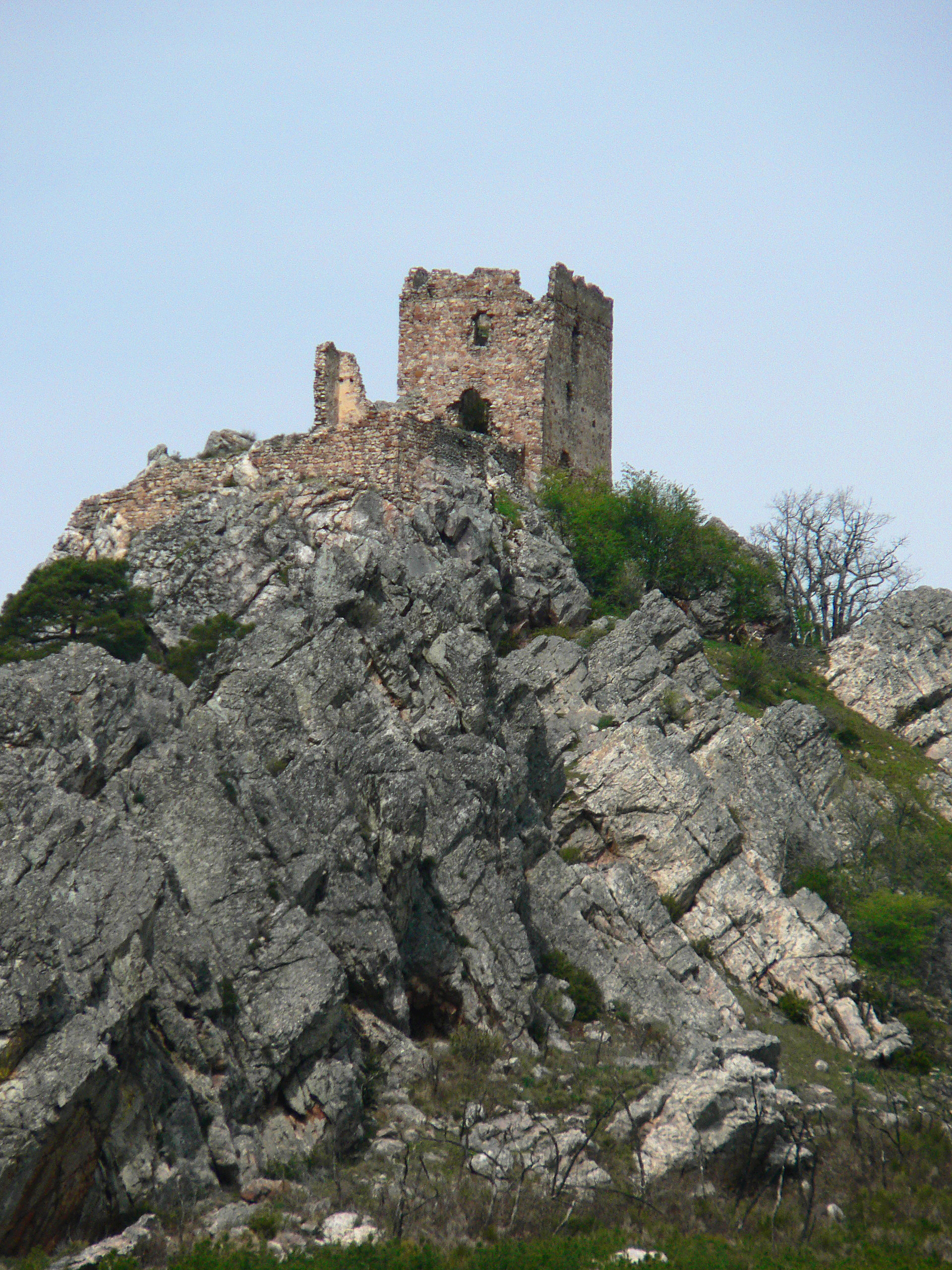
Burgreste von Nogarejas
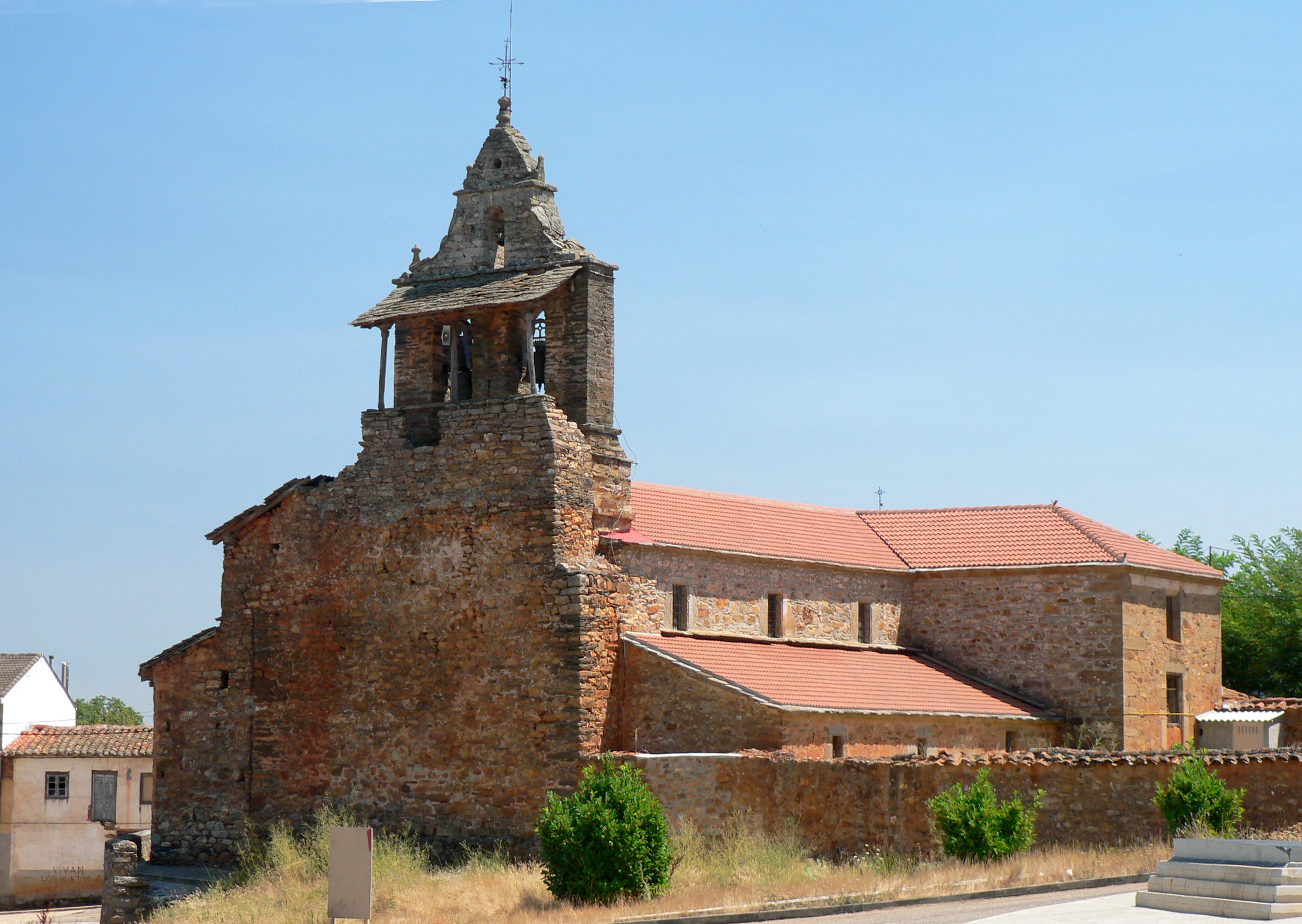
Kreuzkirche
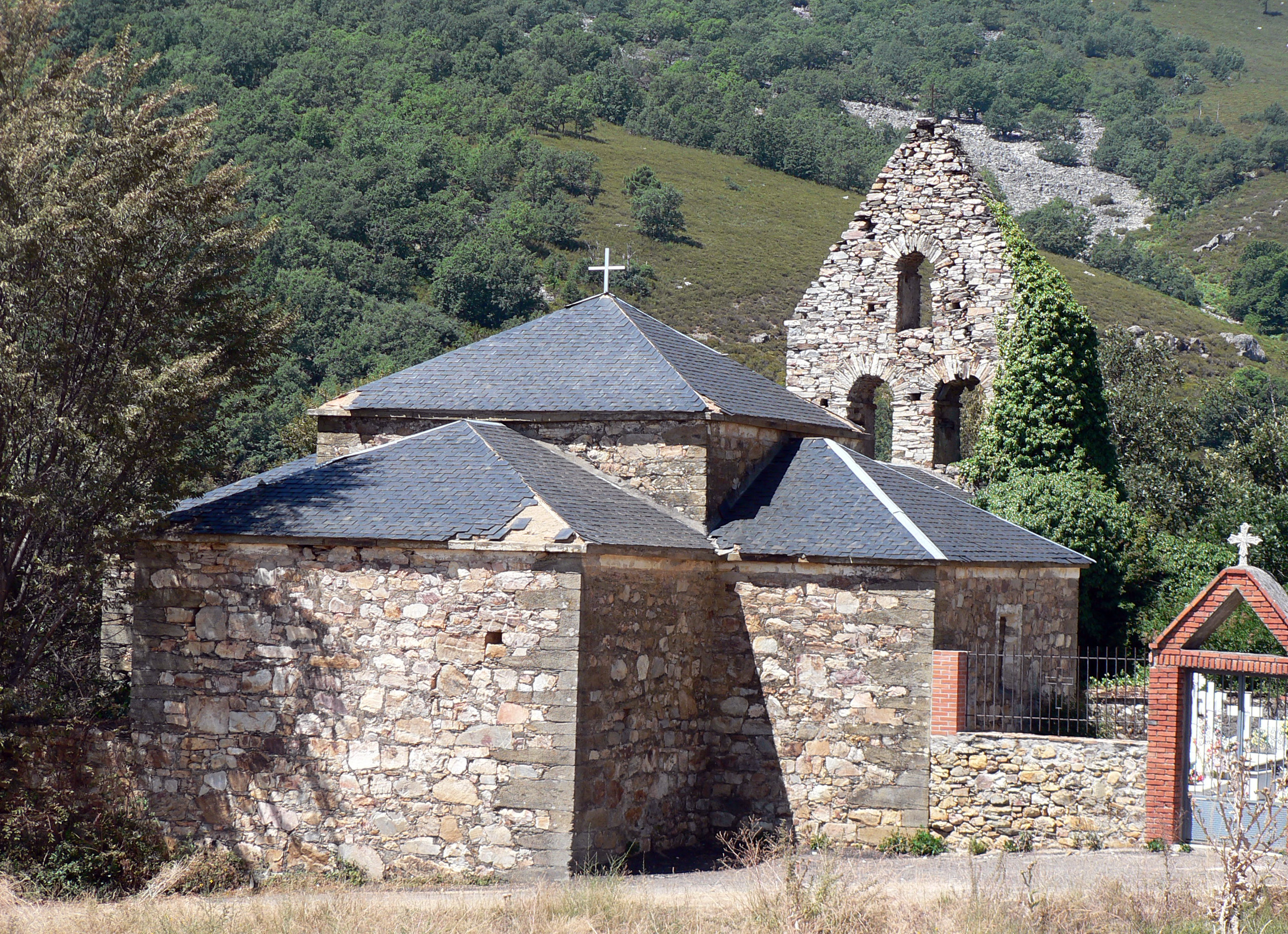
Eulalienkirche

- Kreuzkirche in Castrocontrigo
- Eulalienkirche in Morla de la Valdería
- Laurentiuskapelle in Nogarejas
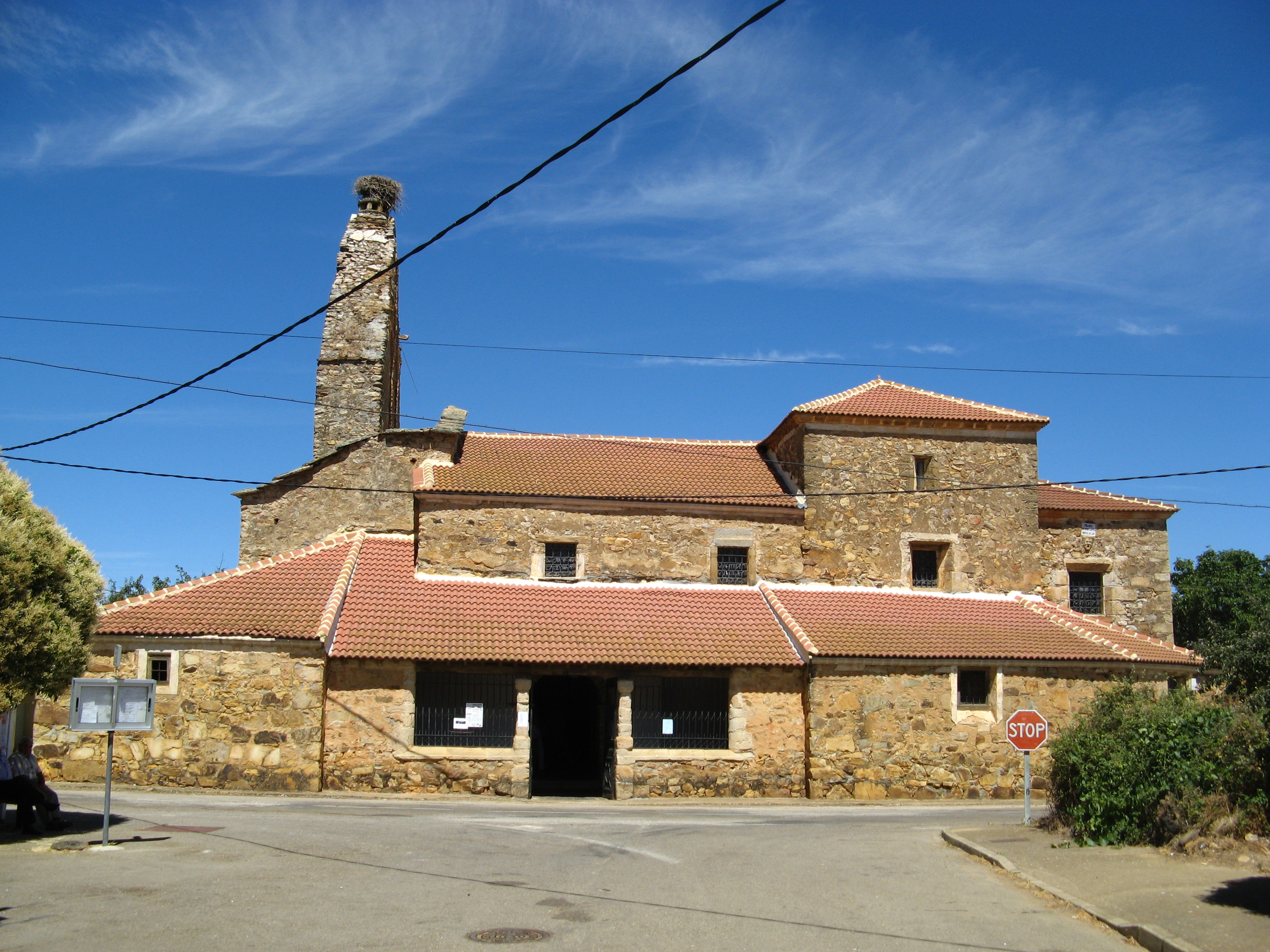
Kirche von Pobladura de Yuso
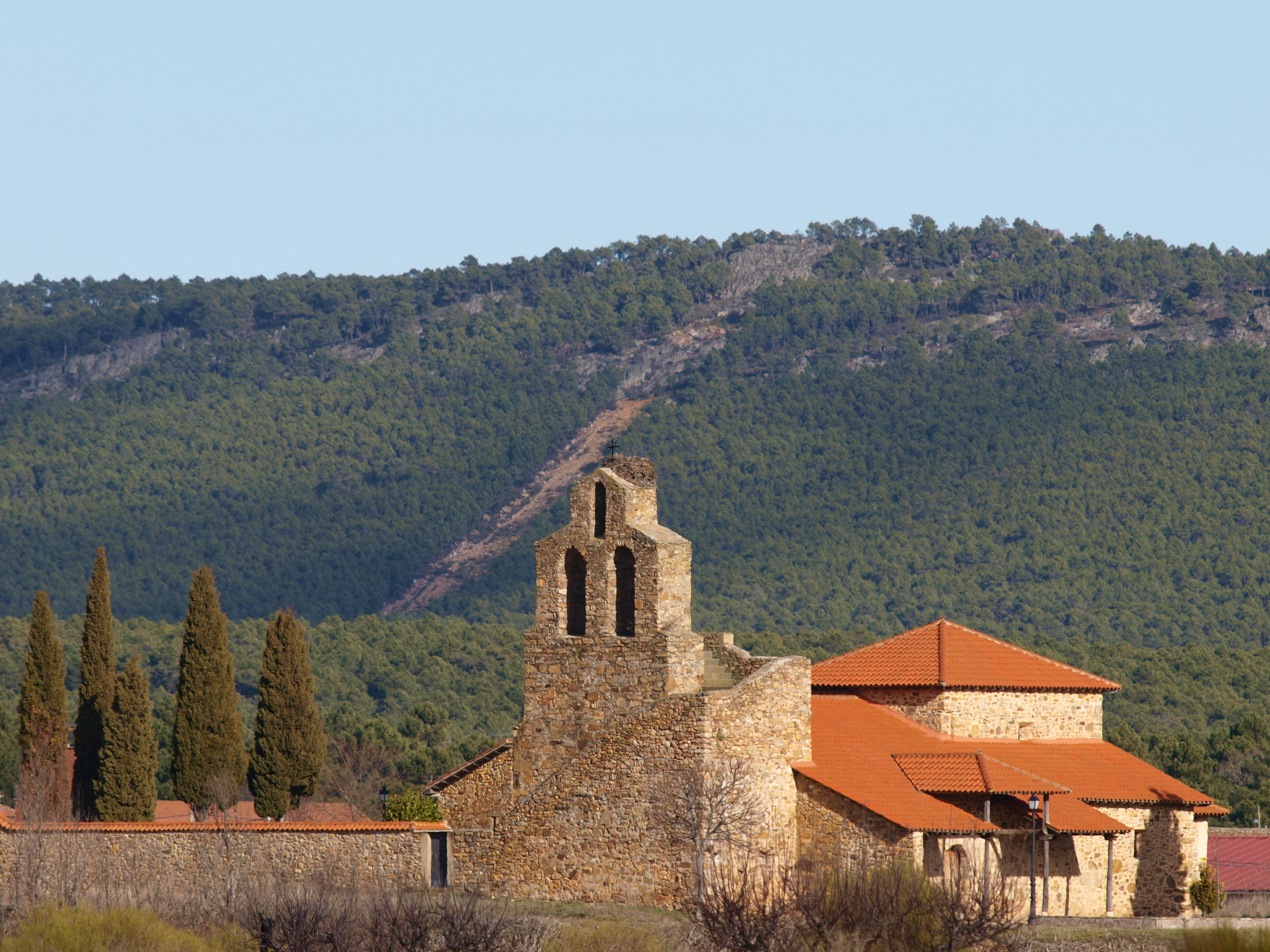
Laurentiuskapelle
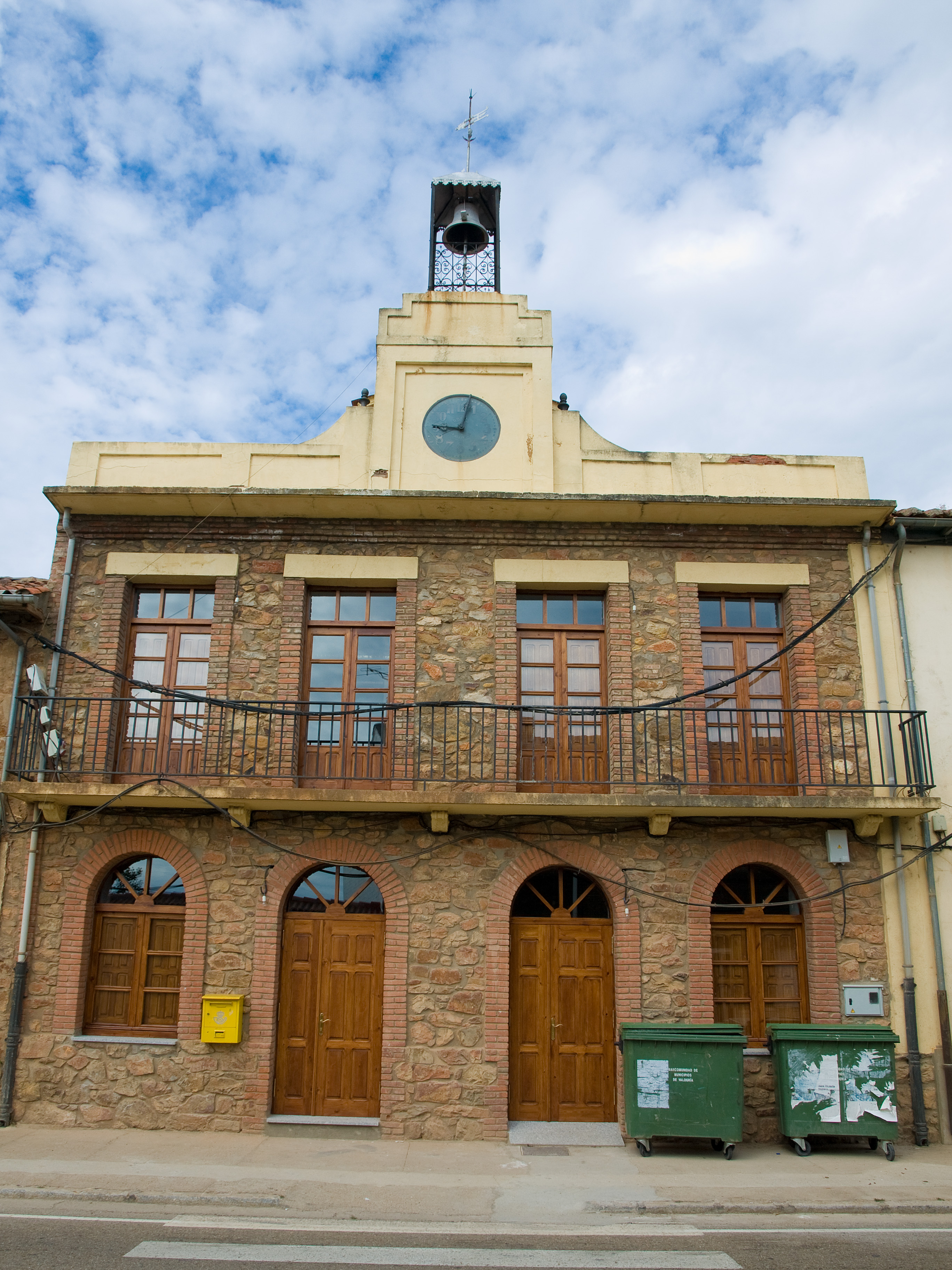
Altes Rathaus
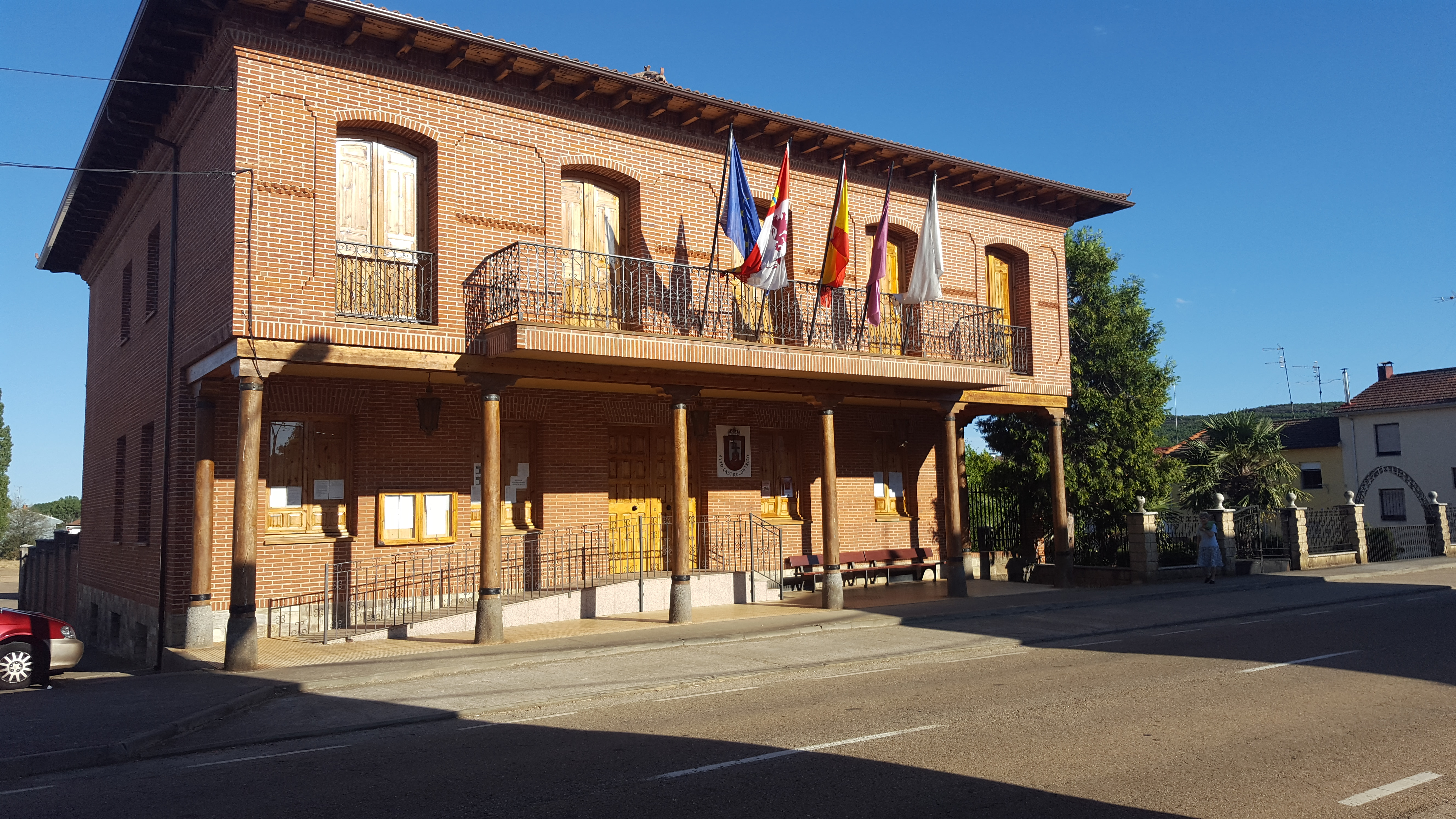
Neues Rathaus

- Burgreste von Nogarejas
- Kreuzkirche
- Eulalienkirche
- Kirche von Pobladura de Yuso
- Laurentiuskapelle
- Altes Rathaus
- Neues Rathaus